# Křesťanský život (nakladatelství)
Křesťanský život je název českého křesťanského nakladatelství, patřícího Apoštolské církvi. Svou pobočku má i na Slovensku.

## Vydávaní autoři
Nakladatelství Křesťanský život se zaměřuje na formu rad každodenního života křesťana. Nakladatelství vydává knihy například od Evy a Pavla Dolejších (díla jako Každý má svůj Everest, S nikým nechodím a nejsem cvok).
Hlavní činnost nakladatelství však spočívá ve vydávání časopisu Život v Kristu, který zprostředkovává každodenní ideologii pro mladou generaci.